# Hypena propinqualis
Hypena propinqualis là một loài bướm đêm trong họ Erebidae.